# Why Mr. Jones Was Arrested
Why Mr. Jones Was Arrested è un cortometraggio muto del 1909 diretto da Fred J. Balshofer.

## Produzione
Il film fu prodotto dalla Bison Life Motion Pictures (Bison Motion Pictures).

## Distribuzione
Distribuito dalla New York Motion Picture, il film - un cortometraggio di 137,15 metri - uscì nelle sale cinematografiche statunitensi il 18 giugno 1909. Nelle proiezioni, veniva programmato con il sistema dello split reel, accorpato in un'unica bobina con un altro cortometraggio prodotto dalla Bison, la commedia A Terrible Attempt.